# Protantigius superans
Protantigius superans is een vlinder uit de familie van de Lycaenidae. De wetenschappelijke naam van de soort werd als Drina superans in 1913 gepubliceerd door Charles Oberthür.

## Ondersoorten
- Protantigius superans superans
- Protantigius superans ginzii (Seok, 1936)
  - = Zephyrus ginzii Seok, 1936